# Kanton L’Yssandonnais
Der Kanton L’Yssandonnais ist ein französischer Kanton im Département Corrèze und in der Region Nouvelle-Aquitaine. Er umfasst 21 Gemeinden im Arrondissement Brive-la-Gaillarde. Bei der landesweiten Neuordnung der französischen Kantone wurde er 2015 neu geschaffen mit Objat als Hauptort (frz.: bureau centralisateur). Das Yssandonnais bezeichnet eine kleine geographische Region und Kulturlandschaft nordwestlich von  Brive-la-Gaillarde.

## Gemeinden
Der Kanton besteht aus 21 Gemeinden mit insgesamt 14.398 Einwohnern (Stand: 1. Januar 2022) auf einer Gesamtfläche von 288,86 km²:
| Gemeinde                | Einwohner 1. Januar 2022 | Fläche km² | Dichte Einw./km² | Code INSEE | Postleitzahl |
| ----------------------- | ------------------------ | ---------- | ---------------- | ---------- | ------------ |
| Ayen                    | 712                      | 13,16      | 54               | 19015      | 19310        |
| Brignac-la-Plaine       | 967                      | 18,72      | 52               | 19030      | 19310        |
| Chabrignac              | 528                      | 11,04      | 48               | 19035      | 19350        |
| Concèze                 | 384                      | 13,44      | 29               | 19059      | 19350        |
| Juillac                 | 1.147                    | 33,14      | 35               | 19094      | 19350        |
| Lascaux                 | 226                      | 7,26       | 31               | 19109      | 19130        |
| Louignac                | 244                      | 21,91      | 11               | 19120      | 19310        |
| Objat                   | 3.737                    | 9,57       | 390              | 19153      | 19130        |
| Perpezac-le-Blanc       | 431                      | 19,42      | 22               | 19161      | 19310        |
| Rosiers-de-Juillac      | 175                      | 9,85       | 18               | 19177      | 19350        |
| Saint-Aulaire           | 769                      | 10,79      | 71               | 19182      | 19130        |
| Saint-Bonnet-la-Rivière | 404                      | 10,11      | 40               | 19187      | 19130        |
| Saint-Cyprien           | 393                      | 7,86       | 50               | 19195      | 19130        |
| Saint-Cyr-la-Roche      | 458                      | 8,24       | 56               | 19196      | 19130        |
| Saint-Robert            | 294                      | 6,08       | 48               | 19239      | 19310        |
| Saint-Solve             | 451                      | 5,84       | 77               | 19242      | 19130        |
| Segonzac                | 201                      | 20,21      | 10               | 19253      | 19310        |
| Vars-sur-Roseix         | 409                      | 4,26       | 96               | 19279      | 19130        |
| Vignols                 | 529                      | 15,41      | 34               | 19286      | 19130        |
| Voutezac                | 1.243                    | 22,38      | 56               | 19288      | 19130        |
| Yssandon                | 696                      | 20,17      | 35               | 19289      | 19310        |
| Kanton L’Yssandonnais   | 14.398                   | 288,86     | 50               | 1919       | –            |

## Politik
| Vertreter im Departementrat | Vertreter im Departementrat      | Vertreter im Departementrat |
| Amtszeit                    | Namen                            | Partei                      |
| --------------------------- | -------------------------------- | --------------------------- |
| 2015–                       | Pascale Boissieras Gérard Bonnet | PS                          |